# Ushiku
Ushiku (jap. 牛久市, -shi) ist eine Stadt in Japan in der Präfektur Ibaraki.

## Geschichte
Ushiku erhielt am 1. Juni 1986 das Stadtrecht.
Das Higashi Nihon Immigration Center besteht seit 1993.

## Sehenswürdigkeiten
In Ushiku steht Ushiku Daibutsu, eine der höchsten Buddha-Statuen der Welt.

## Verkehr
Von der Stadt führt die Nationalstraße 6 nach Tōkyō und Sendai, außerdem ist die Stadt an die Nationalstraße 408 angeschlossen. Mit dem Zug kann man mit der JR Jōban-Linie nach Tōkyō und Sendai fahren.

## Angrenzende Städte und Gemeinden
Ushiku grenzt an Tsukuba, Tsuchiura und Ryugasaki.

## Söhne und Töchter der Stadt
- Takashi Kobayashi (* 1963), Ringer
- Kiyomi Niwata (* 1970), Triathletin